# Bulmitzis
Bulmitzis foi um oficial de guarda bizantino (armígero) do século VI, ativo durante o reinado do imperador Justiniano (r. 527–565). Sob João Troglita, participou na expedição do inverno de 546/547 que causou a derrota do líder berber Antalas. No verão de 547, lutou com os demais guarda-costas de Troglita (Ariarido, Dorotis e João) na Batalha de Marta e em 548 esteve presente na Batalha dos Campos de Catão.